# Скорокоро
Скорокоро (англ. Skorokoro) — южноафриканский телефильм 2016 года, режиссёр Даррелл Рудт. В 2017 году он был номинирован на премию «Золотой Рог». Фильм был снят компанией Phoenix films в Южной Африке.
Первоначально фильм планировался для показа на большом экране, но не оправдал ожиданий и был показан только на местном телевидении.

## Сюжет
Хэппинес и Роуз влюбляются в маленькой деревушке в Южной Африке. Они хотели бы пожениться, но их семьи не позволяют этому случиться. Хэппинес решает принять участие в гонке на своём старом такси, чтобы выиграть призовые деньги и заплатить лоболо (выкуп невесты). Хэппинесу будет разрешено жениться на Роуз, если и только если он сможет заплатить требуемый лоболо.